# Bobby Joe Long
Robert Joseph Long (Kenova, Virginia Occidental; 14 de octubre de 1953 - Raiford, Florida; 23 de mayo de 2019), también conocido como Bobby Joe Long, fue un asesino en serie estadounidense. Long secuestró, torturó y asesinó al menos a diez mujeres en el área de la Bahía de Tampa en Florida en un período de ocho meses en 1984. Liberó a una de sus últimas víctimas, Lisa McVey de 17 años, después de violarla y tenerla secuestrada durante 26 horas. McVey proporcionó información a la policía que les permitió localizarlo.

## Infancia y adolescencia
Era hijo de Joe y Louetta Long. Long nació con un cromosoma X adicional, un problema conocido como 47,XXY, una variante del Síndrome de Klinefelter. Como consecuencia de este síndrome, se secreta estrógeno en exceso, dando lugar a algunos rasgos femeninos como el crecimiento de los pechos. Por ello, Long fue objeto de burlas graves durante la infancia  hasta que fue sometido a una operación de reducción en la pubertad. También sufrió múltiples lesiones en la cabeza cuando era niño. Tenía una relación disfuncional con su madre; dormía en su cama hasta que fue adolescente y le molestaban sus múltiples novios casuales. Se casó con Cindy, su novia de la escuela secundaria el 25 de enero de 1974. Poco después, el 14 de marzo, un accidente con una motocicleta le causó un traumatismo craneoencefálico que le provocó serias secuelas irascibilidad y aumento de la libido. En su matrimonio tuvo dos hijos antes de que su mujer solicitara el divorcio en 1980 aludiendo violencia doméstica.

## Violaciones
Antes de los asesinatos en el área de Tampa Bay, Long había cometido al menos cincuenta violaciones en Fort Lauderdale, Ocala, y el condado de Miami-Dade, que le dieron el sobrenombre de "el violador de los anuncios clasificados". A partir de 1981, respondía a anuncios clasificados de electrodomésticos pequeños, y si encontraba a una mujer sola en su casa, la violaba. Fue juzgado y condenado por violación en 1981, pero solicitó un nuevo juicio, que le fue concedido. Los cargos fueron retirados más tarde. Antes de que Long se mudara a Florida, vivía en Long Beach, California, en el bloque 2500 de la avenida Eucalyptus, donde alquiló una habitación a una mujer llamada Kathy. Salía con una tia de 17 años que vivía al otro lado de la calle de su habitación alquilada. Long comenzó entonces a contactar mujeres a través del Penny Saver (un periódico gratuito que anuncia artículos a la venta) y otros anuncios clasificados, y cuando encontraba a una mujer sola, pedía usar el baño, sacaba su "kit de violación", robaba y violaba brutalmente a la mujer. Estos delitos nunca fueron procesados por las autoridades locales de California.

## Asesinatos
Long se mudó al área de la bahía de Tampa en 1983. El condado de Hillsborough había tenido un promedio de entre treinta a treinta y cinco homicidios por año en los años ochenta. A partir de 1984 la tasa de homicidios se incrementó. Durante un período de ocho meses, un asesino con un método único de atar, violar y matar a sus víctimas, y luego dejarlas en posiciones y posturas explícitas, subió el promedio a un asesinato cada dos semanas. La primera víctima fue descubierta en mayo de 1984, cuando la Oficina del Sheriff del Condado de Hillsborough (HCSO, por sus siglas en inglés) fue llamada a una escena del crimen donde se encontró el cuerpo de una mujer desnuda.
Esto comenzó una intensa investigación sobre el secuestro, violación y asesinato de al menos 10 mujeres en tres condados en el área de la Bahía de Tampa (Hillsborough, Pasco, Pinellas) por el personal de la HCSO, el FBI, el Departamento de Policía de Tampa (TPD), la Oficina del Sheriff del Condado de Pasco (PCSO) y el Departamento de Cumplimiento de la Ley de la Florida (FDLE). Los cuerpos fueron encontrados generalmente mucho tiempo después del asesinato, en estado de descomposición, arrojados cerca de un camino rural o arrastrados dentro de un bosque.
Modus operandi
En 1984 mientras estaba en libertad condicional por agresión, Long comenzó a conducir buscando víctimas en áreas conocidas de prostitución y en bares donde se encontraban mujeres solas. Según afirmó, sus víctimas se acercaban a él, después de lo cual las convencía de que entraran en su automóvil y las llevaba a su apartamento. Allí ataba a sus víctimas con collares de cuerdas y ligaduras que hizo usando una variedad de nudos de cuerdas y luego confesó que obtenía placer sádico en el secuestro, violación y asesinato brutal de sus víctimas, alguna de las cuales estranguló. A otras las degolló o las mató a golpes. Después colocaba los cuerpos en diferentes posturas, por ejemplo, con las piernas separadas a cinco pies de distancia en ángulos extraños. De las diez víctimas conocidas de Long, cinco fueron identificadas como prostitutas, dos como bailarinas exóticas, una era trabajadora de una fábrica, una estudiante y otra de ocupación desconocida.

## Víctimas conocidas
- Artiss Ann Wick (20) - asesinada el 27 de marzo de 1984
- Ngeun Thi Long (19) - asesinada el 13 de mayo de 1984
- Michelle Denise Simms (22) - asesinada el 27 de mayo de 1984
- Elizabeth Loudenback (22) - asesinada el 8 de junio de 1984
- Vicky Marie Elliott (21) - asesinada el 7 de septiembre de 1984
- Chanel Devoun Williams (18) - asesinada el 7 de octubre de 1984
- Karen Beth Dinsfriend (28) - asesinada el 14 de octubre de 1984
- Kimberly Kyle Hopps (22) - asesinada el 30 de octubre de 1984
- Lisa McVey (17) - secuestrada el 3 de noviembre de 1984; sobrevivió
- Virginia Lee Johnson (18) - asesinada el 6 de noviembre de 1984
- Kim Marie Swann (21) - asesinada el 11 de noviembre de 1984

## Detención, juicio y condena
Long fue arrestado a la salida de un cine el 16 de noviembre de 1984, acusado del secuestro y agresión sexual a Lisa McVey. La había interceptado cuando regresaba a casa en bicicleta, la violó y la retuvo, pero luego la dejó ir, al no ser una prostituta, a las que detestaba. 
La declaración de la víctima de la violación declaró haber visto la palabra "Magnum" en el salpicadero. El único modelo de coche con esas características era un Dodge Magnum de 1978. Esto, unido al retrato robot del sospechoso, las fibras rojas trilobales presentes en las víctimas y las huellas de neumáticos en las escenas del crimen, llevaron a la detención del presunto autor.
Una vez obtenida la confesión del detenido, el interrogatorio se centró en la oleada de crímenes sexuales sin resolver que había golpeado la zona de Tampa Bay desde principios de año. Long acabó confesando ocho asesinatos en el condado de Hillsborough y uno en el condado de Pasco. Fibras sobre muchos de los cuerpos analizadas por el FBI resultaron proceder del automóvil de Long.
Su juicio recibió amplia atención de los medios de comunicación. En julio de 1986, fue condenado a pena de muerte en la silla eléctrica.

## Ejecución programada
El 23 de abril de 2019, el gobernador de Florida, Ron DeSantis firmó la sentencia de muerte de Long, siendo esta la primera sentencia de muerte firmada por DeSantis desde que asumió el cargo en enero de 2019. Las apelaciones posteriores de Long fueron rechazadas, siendo ejecutado por inyección letal el 23 de mayo de 2019. Declarado muerto a las 6:55 pm, no hizo una última declaración.

## Documentales
La historia de los crímenes de Long fue contada en:
- The FBI Files
- Archivos forenses
- Sobreviví
- Escapé a mi asesino, (Crime & Investigation Network)
- Médicos asesinos en el corredor de la muerte (CBS)
- El mal vive aquí
- Perfil de Asesino en Serie
- Los asesinos más malvados del mundo "El violador de anuncios clasificados: Bobby Joe Long"

## Películas
- Secuestrada: La verdad de Lisa McVey (2018)